# Francisco Apaolaza
Juan Francisco Apaolaza (Magdalena, 19 giugno 1997) è un calciatore argentino, attaccante dell'Antigua GFC.

## Caratteristiche tecniche
È un centravanti.

## Carriera

### Club
Cresciuto nelle giovanili dell'Estudiantes (LP), ha esordito in prima squadra il 21 aprile 2018 in occasione del match di campionato perso 1-0 contro il Belgrano.

## Statistiche

### Presenze e reti nei club
Statistiche aggiornate al 15 settembre 2018.
| Stagione        | Squadra          | Campionato      | Campionato | Campionato | Coppe nazionali | Coppe nazionali | Coppe nazionali | Coppe continentali | Coppe continentali | Coppe continentali | Altre coppe | Altre coppe | Altre coppe | Totale | Totale | Totale |
| Stagione        | Squadra          | Comp            | Pres       | Reti       | Comp            | Pres            | Reti            | Comp               | Pres               | Reti               | Comp        | Pres        | Reti        | Pres   | Reti   |        |
| --------------- | ---------------- | --------------- | ---------- | ---------- | --------------- | --------------- | --------------- | ------------------ | ------------------ | ------------------ | ----------- | ----------- | ----------- | ------ | ------ | ------ |
| 2017-2018       | Estudiantes (LP) | PD              | 3          | 0          | CA              | 0               | 0               |                    | -                  | -                  |             | -           | -           | 3      | 0      |        |
| 2018-2019       | Estudiantes (LP) | PD              | 4          | 1          | CA              | 2               | 0               | CL                 | 2                  | 1                  |             | -           | -           | 8      | 2      |        |
| Totale carriera | Totale carriera  | Totale carriera | 7          | 1          |                 | 2               | 0               |                    | 2                  | 1                  |             | -           | -           | 11     | 2      |        |